# Pteridiospora spinosispora
Pteridiospora spinosispora är en svampart som beskrevs av Filer 1969. Pteridiospora spinosispora ingår i släktet Pteridiospora, klassen Dothideomycetes, divisionen sporsäcksvampar och riket svampar.   Inga underarter finns listade i Catalogue of Life.